# Zavetnojei járás
A Zavetnojei járás (oroszul: Заветинский муниципальный район) Oroszország egyik járása a Rosztovi területen. Székhelye Zavetnoje.

## Népesség
- 1989-ben 18 638 lakosa volt.
- 2002-ben 18 508 lakosa volt.
- 2010-ben 17 250 lakosa volt, melyből 13 771 orosz, 2 146 csecsen, 636 dargin, 172 ukrán, 74 örmény, 58 avar, 52 kumik, 32 fehérorosz, 22 tatár stb.